# 斯洛文尼亚社会主义共和国
斯洛文尼亚社会主义共和国是南斯拉夫社会主义联邦共和国的一個加盟共和國。南斯拉夫領導人鐵托於1980年逝世後，斯洛維尼亞政府開始自行進行一系列的政治、經濟改革，並於1989年9月通過修正案，重申斯洛維尼亞加盟共和國擁有脫離南聯邦的權利。

## 历史
1918年，奧匈帝國在第一次世界大戰中戰敗，旋即崩潰。斯洛維尼亞成為塞尔维亚人、克罗地亚人和斯洛文尼亚人王国的一部分。王國於1929年更名為南斯拉夫。第二次世界大戰時斯洛維尼亞大部分由納粹德國、義大利王國和匈牙利王國所兼併。1945年11月29日，成立斯洛文尼亚联邦州；1946年2月20日，更名为斯洛文尼亚人民共和国；1963年4月9日，又更名为斯洛文尼亚社会主义共和国。1990年3月8日，更名为斯洛文尼亚共和国。

## 独立
1990年12月23日，斯洛文尼亞進行全民公決，88%贊成獨立。1991年6月25日，斯洛文尼亞正式宣佈獨立。南斯拉夫隨即派兵向斯洛文尼亞宣戰，但十天內便在斯洛文尼亞的抵抗中撤退，雙方基本沒有傷亡，史稱十日戰爭。
1992年，歐洲共同體承認斯洛文尼亞為獨立國家，並接納斯洛文尼亞加入聯合國。同年，斯洛文尼亞正式獨立。